# 1932 في تونس
فيما يلي قوائم الأحداث التي وقعت خلال عام 1932 في تونس.

## أحداث
تعتبر قاعة «الكوليزي» من أقدم قاعات السينما في البلاد، حيث تأسست عام 1932، في عهد الاستعمار الفرنسي (1881– 1956). 